# 522 (số)
522 (năm trăm hai mươi hai) là một số tự nhiên ngay sau 521 và ngay trước 523.